# Kiley McKinnon
Kiley McKinnon (New Haven, 1º novembre 1995) è una sciatrice freestyle statunitense, vincitrice di una Coppa del Mondo di salti.

## Biografia
In Coppa del Mondo ha esordito il 20 gennaio 2012 a Lake Placid (15ª) e ha ottenuto il primo podio il 20 dicembre 2014 a Pechino (3ª).
Ha vinto la Coppa del Mondo di salti nel 2015.
In carriera ha partecipato a due edizioni dei Campionati mondiali, vincendo la medaglia d'argento a Kreischberg 2015.

## Palmarès

### Mondiali
- 1 medaglia:
  - 1 argento (salti a Kreischberg 2015).

### Coppa del Mondo
- Miglior piazzamento in classifica generale: 3ª nel 2015.
- Vincitrice della Coppa del Mondo di salti nel 2015.
- 6 podi:
  - 3 secondi posti;
  - 3 terzi posti.

### Campionati statunitensi
- 3 medaglie[2]:
  - 3 argenti (salti nel 2012; salti nel 2013; salti nel 2015).